# SN 1998bz
SN 1998bz – supernowa odkryta 24 kwietnia 1998 roku w galaktyce A121105-0535. W momencie odkrycia miała maksymalną jasność 19,10m.